# بعض الناس (رواية)
دوامة الحياة أو بعض الناس بالتركية "Medarı Maişet Motoru" أو "Birtakım İnsanlar" هي أول رواية للكاتب التركي سعيد فائق نشرت مسلسلة في مجلة المجموعة الجديدة في الفترة من 4 أكتوبر 1940 إلى 21 فبراير 1941 في الأعداد من 75 إلى 95 للمجلة في 19 جزء. ونشرت كرواية كاملة في عام 1944.
لم ترد أي دار نشر أن تطبع الرواية عندما أراد الكاتب ذلك، فقام بالحصول على المال من والدته وطبع 2000 نسخة بمساعدة أصحاب دار نشر تسمى «يوقوش». وبعد الطبع بفترة قصيرة صدر قرار من مجلس الوزراء التركي بجمع الأعداد المطبوعة. وقد خبأ أحد أصحاب دار النشر ويسمي برهان أرباد خمسين نسخة، إلا أنه اضطر لحرقها عند تضيق الخناق بالبحث عن الرواية من قبل الشرطة.
طبعت الرواية مرة أخرى في عام 1952 مع تغير اسمها من دوامة الحياة إلى بعض الناس من قبل دار الوجود. وقد بيع 99 نسخة فقط من الطبعة الأولى للرواية.
عندما طبعت الرواية مرة أخرى للمرة الثانية والثالثة ظل اسم الرواية بعض الناس، وفي المرة الرابعة عاد إلى دوامة الحياة.

## التحليل
هذا العمل هو تجربة روائية للكاتب وفق أغلب الانتقادات. كما أنه من الصعب الحكم عليه كرواية بسبب الصياغة والحكي الفوضوي. فروابط الأحداث ببعضها ضعيفة للغاية.وهو يحكي حياته بين آدابازاري وإسطنبول وجزيرة البورجاز. كما استخدم الكاتب لغة شعرية في هذا العمل.
صرح الكاتب حول الرواية في جريدة المساء بتاريخ 11 نوفمبر 1949 وذلك بعد مصادرتها بقوله:"أخرجت كتاب باسم بعض الناس ولأني لم أرى الحياة كالمسحوق البمبي أدفع نقود المحكمة. الحزن أيضا على جهدي. كان أبطالى في طريقهم إلى السجن من أجل الراحة. وهذا هو السبب." وقد لفت فتحي ناجي الانتباه أن عمل عباسي يانيق ليس رواية وإنما حكاية وقد تسائل ما إذا كان هذا الموضوع كان بالصدفة أو متعمد. وذلك بسبب أن نجاح محاولته في تلك الرواية الأولى كان محل نقاش. وفقاً لهذه الحكاية فإنها كانت من النوع الطويل، ولم يكن سعيد فائق في مزاج جيد ليكتب هذا النوع من الرواية التي تتطلب العمل لفترة طويلة وباستمرار وتوجب كذلك القدرة على الإنشاء. كما أنه لم يكن يستطيع التركيز لفترة طويلة.
كتبت رواية بعض الناس في أربعة أقسام وكل قسم مستقل عن الآخر وبُنيت الرواية على أحداث تصادفية. وكمثال لمشكلة التركيز لدى الكاتب فقد ذكر اسم بطل الرواية في الجزء الأول والثاني باسم فخري، وذكر في الجزء الثالث باسم نجمي.(تم تصحيح هذا الخطأ من بعد الطبعة الثانية). لم يستطع عباسي يانيق أن يرتبط بالشكل في العمل، وكان يقطع الأحداث من آن لأخر. وعلق طاهر ألانجو على هذا العمل أنه مسودة ظهرت من جمع حكايات مقطوعة لأشخاص قابلهم من آن لأخر مرتبطين بنفس البيئة مع روابط ضعيفة لا تفيد معنى الرواية الكامل." أما وداد جون يول فقال " لا تُعد الرواية التي باسم بعض الناس تجربة تنكس وجه سعيد فائق بشكل كبير. والرواية مكونة من مشاهد معقدة. لأن الأشخاص الذين مثل فخري تظهر لنا حياتهم في شرائط نصف مكسورة."